# 485 f.Kr.
| 485 f.Kr.          |
| ------------------ |
| Dødsfald - Fødsler |
|                    |

## Født
- Gorgias, græsk sofist.